# 8549 Alcide
Alcide (asteróide 8549) é um asteróide da cintura principal, a 1,9881351 UA. Possui uma excentricidade de 0,1843599 e um período orbital de 1 390 dias (3,81 anos).
Alcide tem uma velocidade orbital média de 19,07739619 km/s e uma inclinação de 1,87426º.